# Цикл «Новое пророчество» (Коты-Воители)
«Warriors: The New Prophecy» (рус. Новое пророчество) — это второй цикл в серии юношеских фэнтезийных романов «Коты-Воители». Цикл состоит из шести романов, опубликованных с 2005 по 2007 год: «Полночь» , «Восход луны» , «Рассвет» , «Звёздный свет» , «Сумерки» и «Закат». Романы публикуются HarperCollins под псевдонимом Эрин Хантер. «Новое пророчество» подробно описывает путешествие племён в новый дом. Романы появлялись в списке бестселлеров New York Times.

## Авторы
Серия была написана Эрин Хантер, псевдонимом, который использовали авторы Черит Болдри, Кейт Кэри, Туи Сазерленд и редактор серии Виктория Холмс. Псевдоним используется для того, чтобы отдельные романы серии не были разложены по разным полкам в библиотеках.

## Вдохновение
Лес, изображенный в книгах, основан на Нью-Форесте, лесу на юге Англии. Травы, которые кошки используют для лечения основан на информации Culpeper's Herbal.

## История публикации
«Полночь» была впервые выпущена в США и Канаде в твердом переплете 10 мая 2005 года. Она была выпущена в Великобритании 25 октября 2006 года. Она была выпущена в мягкой обложке 4 апреля 2006 года. Она также был выпущена для Amazon Kindle 6 ноября 2007 года.
«Восход луны» был опубликован в твердом переплете HarperCollins 25 июля 2005 г. в Канаде и 2 августа 2005 г. в США и Великобритании. Книга была выпущена в мягкой обложке 25 июля 2006 г. и в виде электронной книги 6 ноября 2007 г.. Книга была переведена на различные иностранные языки: она была выпущена на русском языке в октябре 18, 2005, OLMA Media Group, на японском, 18 марта 2009, Komine Shoten, и на французском, 5 марта, 2009, Pocket Jeunesse. Китайская версия была опубликован 30 апреля 2009 года Morning Star Group. Немецкий перевод был опубликован 19 февраля 2011 г. компанией Verlagsgruppe Beltz.
«Закат» был выпущен в твердом переплете в США и Великобритании 12 декабря 2006 года. Версия в мягкой обложке была выпущена примерно через год, 25 сентября 2007 года.

## Синопсис

#### Полночь
Пришло время относительного мира и согласия между четырьмя лесными племенами. Много лун прошло после угрозы Кровавого племени, с тех пор у племён редко возникали разногласия. Тем не менее, Ежевика, старший сын Звездоцапа, получает таинственное пророчество, зовущее его в путешествие вместе с несколькими котами из других племён. С ними идут Ураган и Белочка, которые не получали знамения Звездного племени, но шли по собственной воле. Они не знают, что ждёт их в конце, но когда они находят Полночь, которая упоминалась в пророчестве, юные путешественники узнают нечто, что может означать неизбежную гибель для всех племён.

#### Восход луны
Направившись домой со зловещими известиями, путешественники выбрали другой маршрут — через скалистые горные вершины. По пути они встречают загадочную и ни на что не похожую группу котов, называющих себя Кланом Падающей Воды.
Тем временем все племена испытывают серьёзные проблемы, когда Двуногие наводняют лес. На этом беды не заканчиваются, ведь добыча теперь отравлена, а коты пропадают без вести. С наступлением холодов голод становится невыносимым для лесных обитателей. Путешественники должны вернуться как можно скорее, чтобы помочь спасти своих родных и друзей, но у котов Клана свои проблемы, которые может решить только один из друзей-избранников.

#### Рассвет
Посланники Звёздного племени наконец возвратились из горестных странствий и принесли печальные новости. Всё хуже, чем они ожидали: их племена уже голодают и пытаются выжить, в то время как Двуногие разрушают всё вокруг. Их единственный путь — покинуть лес, но многие коты совсем не торопятся и не желают отправиться в неизвестность. Какие опасности могут подстерегать их в пути? Смогут ли они найти такой же уютный дом, как прежний? И более того, смогут ли они вообще успеть исполнить волю предков, прежде чем Двуногие окончательно всё уничтожат?

#### Звёздный свет
После долгого, опасного путешествия лесные коты нашли новый дом у озера, а переход крепко связал их всех друг с другом, ведь они действовали сообща на благо общей цели. Но несмотря на это они осели на новом месте и снова должны разделиться на четыре племени. Хотя Двуногие и их кошмарные машины остались позади, на новом месте котов подстерегают новые неприятности.

#### Сумерки
Жизнь четырёх племён, похоже, наконец снова входит в привычное русло. Они нашли для себя новые территории, Лунное Озеро может заменить им Лунный Камень, а восстание, поднятое Чернохватом, было не просто подавлено, а открыло котам новое место для проведения Советов. Так воители и их семьи потихоньку успокоились. Но только не Листвичка: будучи ученицей целительницы, она поклялась никогда не полюбить другого кота. Но когда сестра Листвички отдаляется от неё, и, кажется, даже само Звёздное племя повернулось спиной, она может использовать предоставившуюся возможность. Этот выбор Листвички может стать самым важным в её жизни. И трудно было выбрать для раздумий более неподходящее время, чем когда Грозовое племя ждёт весьма неприятный сюрприз.

#### Закат
Грозовое племя разорено нашествием барсуков. Они потеряли мудрую целительницу, множество опытных воинов, а их лагерь разрушен. Но помощь приходит с неожиданной стороны, а Листвичка осознаёт, что больше не смеет делить верность между своим племенем и любовью. Казалось бы, все враги наконец покинули территорию, но ещё один кот обнаруживает свои смертоносные амбиции, кот, которому Ежевика мог бы доверить даже свою жизнь.

## Тематика
Темы книги «Рассвет» включают религию, противоречивую преданность и сотрудничество. Обозреватель Children's Literature написал, что книга «показывает, насколько трудно четырем отдельным, а иногда и враждебным племенам, работать вместе для достижения общей цели, но также показывает преимущества этого сотрудничества». Это относится к тому, как все четыре племени, которые раньше сражались друг с другом, должны внезапно помогать друг другу для достижения общей цели. Религия и верность исследуются, когда племена встречаются с Кланом Падающей Воды. Религиозный вопрос заставляет клан и племя слегка недоверчиво относиться друг к другу, потому что они не понимают друг друга. Редактор серии Виктория Холмс, однако, заявила в чате автора, что и клан, и племя «одинаково правы», когда дело касается веры.

## Критика
Приём «Полночи» был смешанным. Children's Literature дала негативный отзыв. Вопросы, затронутые в обзоре, включают в себя понижение Огнезвёзда до простого воина, огромный объем персонажей и «слабую» группу путешествующих кошек. Тем не менее, обзор действительно хвалил характер Белки. С другой стороны, Kirkus Reviews сказали, что роман был «структурно прочным». BookLoons назвали новое поколение "привлекательным".
«Восход луны» получил в основном положительные отзывы от критиков. Салли Эстес, пишущая для Booklist, похвалила книгу за её «окончание, которое оставит читателей в ожидании следующей книги», а также за подозрительную возможность уничтожения леса. Рецензент для Horn Book Review дал положительный отзыв, высоко оценивая сюжет, персонажей и письмо. Рецензент заявил, что «Хантер успешно вплетает характер, сюжет и хорошее написание в другую читаемую историю».
Хилари Уильямсон, пишущая для BookLoons, дала книге положительный отзыв, назвав её «захватывающей» и «захватывающим эпосом». Рецензент Kirkus Reviews раскритиковал роман за обыденное написание, легко путаемые имена и использование слов «мяуканье» вместо «сказал». Рецензент отметил, что сюжет «омрачен той же драгоценностью своего предшественника», но похвалил сюжет за его «повышенную сложность» и напряженное написание, написав, что «небольшой поворот сюжета освежает, а неопределённость постепенно приближается к финальной партии».
Роман также упоминается как содержащий «магию, фантазию и героическое приключение», и был рекомендован поклонникам Гарри Поттера в качестве возможного материала для чтения после окончания этой серии. Книга также занимала 121-е место в списке бестселлеров USA Today’s в течение недели с 11 августа 2005 года. Работа была также успешна и в Канаде, достигнув седьмой строки в списке детских бестселлеров Leader-Post, и оставаясь в топ-15 в течение семи недель. В магазине «Fairfield», Большая Виктория, «Восход луны», как сообщается, был более популярен, чем Гарри Поттер.
«Рассвет» был тепло встречен несколькими критиками. В обзоре Booklist книгу назвали «в высшей степени удовлетворяющей». Рецензент из Kirkus Reviews сказал, что, хотя проза романа была плохой, у «Рассвета» был хороший сюжет. Рецензент также сообщил, что автору удалось заставить читателя переживать за персонажей.
Рецензент по детской литературе написал, как трудно не перепутать имена, хотя он хвалил тему сотрудничества в романе. Рецензент Detroit Free Press также похвалил книгу и порекомендовал её любителям басен и кошек. Обзор «Рассвета» и «Звездного света» из Horn Book Reviews включал похвалу за способность Эрин Хантер уравновесить «множество сюжетных линий и точек зрения, создавая правдоподобный мир».
«Звёздный свет» получил хорошие отзывы критиков. Рецензент журнала School Library Journal назвал роман «прекрасным исполнением». А рецензент Children's Literature отметил, что точки зрения персонажей были «умно написаны». AudioFile похвалил рассказчика версии аудиокниги.
«Сумерки» получила в целом положительные отзывы от критиков. В одном из обзоров Barnes & Noble роман получил высокую оценку за насыщенность событиями. Рецензент BookLoons также дал положительный отзыв, но рецензент Children's Literature написал, что история была бы запутанной без справочной информации.
«Закату» удалось вывести серию «Коты-Воители» на вторую позицию в списке бестселлеров New York Times в разделе детских серий книг. Книга также получила похвалу от рецензентов Barnes & Noble, которые заявили, что книга вызывает «привыкание». Рецензент Children's Literature сравнил роман с мыльной оперой, где конфликт идёт за конфликтом. Эти конфликты, как отметил рецензент, придали роману глубину. В заключение рецензент сказал, что, хотя «Закат» написан не очень хорошо и его трудно понять без знания предыдущих книг, он все же интересен. Второй обзор, также изданный Children's Literature, назвал сюжет вялым, имея ввиду, что у него «стабильный темп», но он может «больше расстраивать, чем удовлетворять» читателей. Booklist похвалил книгу, написав: «Как и ожидают поклонники серии, действие здесь оказывается столь же убедительным, как и отношения между кошками и племенами». 